# Società Sportiva Barletta 1966-1967
Questa pagina raccoglie le informazioni riguardanti la Società Sportiva Barletta nelle competizioni ufficiali della stagione 1966-1967.

## Rosa
| N. |                   | Ruolo | Calciatore         |
| -- | ----------------- | ----- | ------------------ |
|    | Italia (bandiera) | P     | Mezzanzanica       |
|    | Italia (bandiera) | P     | Francesco Paolillo |
|    | Italia (bandiera) | D     | Stefano Faraone    |
|    | Italia (bandiera) | D     | Angelo Milillo     |
|    | Italia (bandiera) | D     | Luigi Tresoldi     |
|    | Italia (bandiera) | C     | Mario Brugnerotto  |
|    | Italia (bandiera) | C     | Alberto Corazza    |
|    | Italia (bandiera) | C     | Roberto Dal Pont   |
|    | Italia (bandiera) | C     | Savino Di Paola    |

| N. |                   | Ruolo | Calciatore       |
| -- | ----------------- | ----- | ---------------- |
|    | Italia (bandiera) | C     | Flavio Dolci     |
|    | Italia (bandiera) | C     | Imbesi           |
|    | Italia (bandiera) | C     | Pietro Scandola  |
|    | Italia (bandiera) | C     | Benito Scarpa    |
|    | Italia (bandiera) | A     | Salvatore Bua    |
|    | Italia (bandiera) | A     | Claudio Cadamuro |
|    | Italia (bandiera) | A     | Lobascio         |
|    | Italia (bandiera) | A     | Giuseppe Taluzzi |
|    | Italia (bandiera) | A     | Sergio Zanello   |

## Risultati

### Serie C

#### Girone di andata
| Barletta 25 settembre 1966 1ª giornata         | Barletta  | 1 – 0 referto | Frosinone | Stadio Lello Simeone |
| \| \| \| \| \| Di Paola 30’ \| Marcatori \| \| |           |               |           |                      |
|                                                |           |               |           |                      |
| Di Paola 30’                                   | Marcatori |               |           |                      |

| Barletta 2 ottobre 1966 2ª giornata         | Barletta  | 1 – 0 referto | Trani | Stadio Lello Simeone |
| \| \| \| \| \| Dolci 42’ \| Marcatori \| \| |           |               |       |                      |
|                                             |           |               |       |                      |
| Dolci 42’                                   | Marcatori |               |       |                      |

| Erice 9 ottobre 1966 3ª giornata                                     | Trapani   | 3 – 0 referto | Barletta | Stadio Polisportivo Provinciale |
| \| \| \| \| \| Cavallini 44’ Nardi 57’ Casisa 69’ \| Marcatori \| \| |           |               |          |                                 |
|                                                                      |           |               |          |                                 |
| Cavallini 44’ Nardi 57’ Casisa 69’                                   | Marcatori |               |          |                                 |

| Agrigento 16 ottobre 1966 4ª giornata | Akragas | 0 – 0 referto | Barletta | Stadio Esseneto |

| Barletta 23 ottobre 1966 5ª giornata       | Barletta  | 1 – 0 referto | Nardò | Stadio Lello Simeone |
| \| \| \| \| \| Dolci 6’ \| Marcatori \| \| |           |               |       |                      |
|                                            |           |               |       |                      |
| Dolci 6’                                   | Marcatori |               |       |                      |

| L'Aquila 30 ottobre 1966 6ª giornata                                            | Aquila    | 3 – 0 referto | Barletta | Stadio Tommaso Fattori |
| \| \| \| \| \| Pellegrini 35’ Taverna 46’ (rig.) Menegon 66’ \| Marcatori \| \| |           |               |          |                        |
|                                                                                 |           |               |          |                        |
| Pellegrini 35’ Taverna 46’ (rig.) Menegon 66’                                   | Marcatori |               |          |                        |

| Barletta 6 novembre 1966 7ª giornata                                       | Barletta  | 3 – 1 referto | Pescara | Stadio Lello Simeone |
| \| \| \| \| \| Lobascio 31’, 89’ Taluzzi 61’ \| Marcatori \| 21’ Guizzo \| |           |               |         |                      |
|                                                                            |           |               |         |                      |
| Lobascio 31’, 89’ Taluzzi 61’                                              | Marcatori | 21’ Guizzo    |         |                      |

| Arbitro: | Lo Giudice (Roma) |

|                  |           |  |
| Dalla Pietra 88’ | Marcatori |  |

| Barletta 20 novembre 1966 9ª giornata | Barletta | 0 – 0 referto | Crotone | Stadio Lello Simeone |

| Barletta 27 novembre 1966 10ª giornata | Barletta | 0 – 0 referto | Bari | Stadio Lello Simeone |

| Cosenza 4 dicembre 1966 11ª giornata     | Cosenza   | 0 – 1 referto | Barletta | Stadio San Vito |
| \| \| \| \| \| \| Marcatori \| 8’ Bua \| |           |               |          |                 |
|                                          |           |               |          |                 |
|                                          | Marcatori | 8’ Bua        |          |                 |

| Barletta 11 dicembre 1966 12ª giornata                                   | Barletta  | 3 – 1 referto | Massiminiana | Stadio Lello Simeone |
| \| \| \| \| \| Taluzzi 10’, 25’ Lobascio 82’ \| Marcatori \| 80’ Toma \| |           |               |              |                      |
|                                                                          |           |               |              |                      |
| Taluzzi 10’, 25’ Lobascio 82’                                            | Marcatori | 80’ Toma      |              |                      |

| Barletta 18 dicembre 1966 13ª giornata    | Barletta  | 1 – 0 referto | Siracusa | Stadio Lello Simeone |
| \| \| \| \| \| Bua 90’ \| Marcatori \| \| |           |               |          |                      |
|                                           |           |               |          |                      |
| Bua 90’                                   | Marcatori |               |          |                      |

| Taranto 1º gennaio 1967 14ª giornata | Taranto      | 0 – 0 referto | Barletta | Stadio Nuova Salinella\| Arbitro: \| Prece (Roma) \| |
| Arbitro:                             | Prece (Roma) |               |          |                                                      |

| Barletta 8 gennaio 1967 15ª giornata                      | Barletta  | 2 – 0 referto | Avellino | Stadio Lello Simeone |
| \| \| \| \| \| Taluzzi 13’ Corazza 64’ \| Marcatori \| \| |           |               |          |                      |
|                                                           |           |               |          |                      |
| Taluzzi 13’ Corazza 64’                                   | Marcatori |               |          |                      |

| Caserta 15 gennaio 1967 16ª giornata                                       | Casertana | 2 – 1 referto | Barletta | Stadio Alberto Pinto |
| \| \| \| \| \| Bongiovanni 3’ Ludovisi 20’ \| Marcatori \| 89’ Lobascio \| |           |               |          |                      |
|                                                                            |           |               |          |                      |
| Bongiovanni 3’ Ludovisi 20’                                                | Marcatori | 89’ Lobascio  |          |                      |

| Ascoli Piceno 22 gennaio 1967 17ª giornata       | Del Duca Ascoli | 1 – 0 referto | Barletta | Stadio Cino e Lillo Del Duca |
| \| \| \| \| \| De Mecenas 50’ \| Marcatori \| \| |                 |               |          |                              |
|                                                  |                 |               |          |                              |
| De Mecenas 50’                                   | Marcatori       |               |          |                              |

### Girone di ritorno
| Frosinone 29 gennaio 1967 18ª giornata    | Frosinone | 0 – 1 referto | Barletta | Stadio comunale Matusa |
| \| \| \| \| \| \| Marcatori \| 26’ Bua \| |           |               |          |                        |
|                                           |           |               |          |                        |
|                                           | Marcatori | 26’ Bua       |          |                        |

| Trani 5 febbraio 1967 19ª giornata                         | Trani     | 1 – 1 referto | Barletta | Stadio Comunale |
| \| \| \| \| \| Zurlini 84’ \| Marcatori \| 62’ Cadamuro \| |           |               |          |                 |
|                                                            |           |               |          |                 |
| Zurlini 84’                                                | Marcatori | 62’ Cadamuro  |          |                 |

| Barletta 12 febbraio 1967 20ª giornata                                    | Barletta  | 2 – 1 referto    | Trapani | Stadio Lello Simeone |
| \| \| \| \| \| Dolci 45’ Lobascio 79’ \| Marcatori \| 72’ (rig.) Nardi \| |           |                  |         |                      |
|                                                                           |           |                  |         |                      |
| Dolci 45’ Lobascio 79’                                                    | Marcatori | 72’ (rig.) Nardi |         |                      |

| Barletta 19 febbraio 1967 21ª giornata                                       | Barletta  | 3 – 1 referto | Akragas | Stadio Lello Simeone |
| \| \| \| \| \| Lobascio 9’ Taglioni 35’ (aut.) \| Marcatori \| 40’ Ancona \| |           |               |         |                      |
|                                                                              |           |               |         |                      |
| Lobascio 9’ Taglioni 35’ (aut.)                                              | Marcatori | 40’ Ancona    |         |                      |

| Nardò 26 febbraio 1967 22ª giornata | Nardò | 0 – 0 referto | Barletta | Stadio Granata |

| Barletta 5 marzo 1967 23ª giornata                                           | Barletta  | 3 – 1 referto | Aquila | Stadio Lello Simeone |
| \| \| \| \| \| Cadamuro 16’ Lobascio 32’, 40’ \| Marcatori \| 77’ Taverna \| |           |               |        |                      |
|                                                                              |           |               |        |                      |
| Cadamuro 16’ Lobascio 32’, 40’                                               | Marcatori | 77’ Taverna   |        |                      |

| Pescara 12 marzo 1967 24ª giornata             | Pescara   | 0 – 1 referto | Barletta | Stadio Adriatico |
| \| \| \| \| \| \| Marcatori \| 58’ Lobascio \| |           |               |          |                  |
|                                                |           |               |          |                  |
|                                                | Marcatori | 58’ Lobascio  |          |                  |

| Arbitro: | Porcelli (Lodi) |

|                     |           |  |
| Marcucci 70’ (aut.) | Marcatori |  |

| Crotone 26 marzo 1967 26ª giornata               | Crotone   | 1 – 0 referto | Barletta | Stadio Ezio Scida |
| \| \| \| \| \| Ciabattari 86’ \| Marcatori \| \| |           |               |          |                   |
|                                                  |           |               |          |                   |
| Ciabattari 86’                                   | Marcatori |               |          |                   |

| Bari 2 aprile 1967 27ª giornata                      | Bari      | 1 – 0 referto | Barletta | Stadio della Vittoria |
| \| \| \| \| \| Mujesan 21’ (rig.) \| Marcatori \| \| |           |               |          |                       |
|                                                      |           |               |          |                       |
| Mujesan 21’ (rig.)                                   | Marcatori |               |          |                       |

| Barletta 9 aprile 1967 28ª giornata                                                       | Barletta  | 2 – 2 referto                 | Cosenza | Stadio Lello Simeone |
| \| \| \| \| \| Cadamuro 42’ Lobascio 85’ \| Marcatori \| 22’ Antonioli 80’ Capasciutti \| |           |                               |         |                      |
|                                                                                           |           |                               |         |                      |
| Cadamuro 42’ Lobascio 85’                                                                 | Marcatori | 22’ Antonioli 80’ Capasciutti |         |                      |

| Catania 16 aprile 1967 29ª giornata                                      | Massiminiana | 2 – 1 referto | Barletta | Stadio Comunale |
| \| \| \| \| \| Voltolina 49’ Samperi 60’ \| Marcatori \| 20’ Lobascio \| |              |               |          |                 |
|                                                                          |              |               |          |                 |
| Voltolina 49’ Samperi 60’                                                | Marcatori    | 20’ Lobascio  |          |                 |

| Siracusa 23 aprile 1967 30ª giornata                            | Siracusa  | 2 – 0 referto | Barletta | Stadio Nicola De Simone |
| \| \| \| \| \| Guardavaccaro 45’, 68’ (rig.) \| Marcatori \| \| |           |               |          |                         |
|                                                                 |           |               |          |                         |
| Guardavaccaro 45’, 68’ (rig.)                                   | Marcatori |               |          |                         |

| Arbitro: | Fusaro (Padova) |

|                          |           |             |
| Lobascio 14’ Taluzzi 63’ | Marcatori | 53’ Beretti |

| Avellino 14 maggio 1967 32ª giornata            | Avellino  | 1 – 0 referto | Barletta | Stadio Partenio |
| \| \| \| \| \| Gasparini 17’ \| Marcatori \| \| |           |               |          |                 |
|                                                 |           |               |          |                 |
| Gasparini 17’                                   | Marcatori |               |          |                 |

| Barletta 21 maggio 1967 33ª giornata                                      | Barletta  | 1 – 2 referto                | Casertana | Stadio Lello Simeone |
| \| \| \| \| \| Corazza 7’ \| Marcatori \| 75’ Bongiovanni 83’ Ludovisi \| |           |                              |           |                      |
|                                                                           |           |                              |           |                      |
| Corazza 7’                                                                | Marcatori | 75’ Bongiovanni 83’ Ludovisi |           |                      |

| Barletta 28 maggio 1967 34ª giornata                                                            | Barletta  | 2 – 3 referto                           | Del Duca Ascoli | Stadio Lello Simeone |
| \| \| \| \| \| Taluzzi 45’ Dolci 85’ \| Marcatori \| 43’ (rig.), 62’ Paradiso 72’ De Mecenas \| |           |                                         |                 |                      |
|                                                                                                 |           |                                         |                 |                      |
| Taluzzi 45’ Dolci 85’                                                                           | Marcatori | 43’ (rig.), 62’ Paradiso 72’ De Mecenas |                 |                      |

## Statistiche

### Statistiche di squadra
| Competizione | Punti | In casa | In casa | In casa | In casa | In casa | In casa | In trasferta | In trasferta | In trasferta | In trasferta | In trasferta | In trasferta | Totale | Totale | Totale | Totale | Totale | Totale | DR |
| Competizione | Punti | G       | V       | N       | P       | Gf      | Gs      | G            | V            | N            | P            | Gf           | Gs           | G      | V      | N      | P      | Gf     | Gs     | DR |
| ------------ | ----- | ------- | ------- | ------- | ------- | ------- | ------- | ------------ | ------------ | ------------ | ------------ | ------------ | ------------ | ------ | ------ | ------ | ------ | ------ | ------ | -- |
| Serie C      | 37    | 17      | 12      | 3       | 2       | 28      | 13      | 17           | 3            | 4            | 10           | 6            | 18           | 34     | 15     | 7      | 12     | 34     | 31     | +3 |